# فريجنانو
فريجنانو، (بالإنجليزية: Frignano)‏، هي (بلدية) في مقاطعة كازيرتا في منطقة كامبانيا الإيطالية، وتقع على بعد حوالي 20 كم (12 ميل) شمال غرب نابولي، وحوالي 15 كم (9 ميل) جنوب غرب كازيرتا.

## السكان
في سنة 1861 بلغ عدد السكان 2٬673 نسمة، وتطور العدد ليصل في سنة 2011 لـ 8٬733 نسمة.
يظهر هذا المخطط البياني تطور النمو السكاني لـ فريجنانو